# Macronychia griseola
Macronychia griseola is een vliegensoort uit de familie van de dambordvliegen (Sarcophagidae). De wetenschappelijke naam van de soort is voor het eerst geldig gepubliceerd in 1820 door Carl Fredrik Fallén.